# Larcan
Larcan (em occitano:  Larcan) é uma comuna francesa na região administrativa da Occitânia, no departamento do Alto Garona. Estende-se por uma área de 6.96 km², com 179 habitantes, segundo o censo de 2018, com uma densidade de 26 hab/km².